# Esteban Peicovich
Esteban PEJKOVICH, conocido como Peicovich  (Nacido Esteban Andrés Pejkovich  Zárate, 22 de diciembre de 1929-Buenos Aires, 28 de junio de 2018) fue un poeta y periodista argentino.

## Biografía
De padre dálmata (Andrija) y madre argentina (María), creció en una familia obrera a la que “la crisis” obligó a buscar trabajo y habitar en Berisso, adonde llegó con tres años. Comenzó trabajos manuales en el frigorífico de Berisso, en el que trabajó doce años. 
Desde adolescente se dedicó a la escritura, y sus primeros textos los publicó en el diario El Día, de La Plata.
En 1958 entró a Clarín, donde fue redactor, columnista, crítico de cine y enviado especial al extranjero. Fue premiado por su serie de notas sobre una tragedia que sepultó tres pueblos andinos del Perú.
En el mismo diario, durante año y medio, redactó a doble página su sección semanal “Reportaje al Gran Buenos Aires”, una radiografía crítica del conurbano en expansión, por la que fue distinguido por el gobernador Oscar Alende.
En 1964, pasó a ser secretario de Redacción de La Razón, dirigida por Félix Laiño. Allí, redactó Historia Viva, libro que recoge el acontecer periodístico argentino desde 1816 a 1966, ejemplar que acompañó la edición del Sesquicentenario el 9 de julio de 1966 en edición de 750 mil ejemplares. 
Ese año, tras cubrir la Feria Mundial de Nueva York, y de vacaciones en España, intentó y obtuvo la más importante primicia de su carrera: cuatro entrevistas al general Perón en su casa de Puerta de Hierro. Con ellas, Perón rompía un silencio de una década.
Las charlas fueron al libro Hola, Perón y motivó una carta personal del expresidente, quien lo celebró “por tratarse de un libro escrito ‘a cielo abierto’, como usted quería, y por alguien que no es ni gorila ni peronista”. 
Prosiguió en La Razón, donde creó y dirigió durante cinco años los suplementos semanales de cultura “Ayer, Hoy y Mañana” y “Ciencia Viva”. 
A la par de su labor en la gráfica, fue columnista radial, y en televisión integró el panel de periodistas de Derecho a réplica, creado por la excepcional mujer y conductora Paloma Efrom (Blackie).
Entre 1974 y 1987 se radicó en España, desde donde cumplió vasta labor de corresponsal para la Revista Gente, que lo llevó a recorrer más de cincuenta países como cronista, entrevistador y notero para revistas, radios y canales de televisión de Argentina y España. Allí publicó parte de su obra literaria y de prensa: El último Perón y Borges, el palabrista. 
De regreso en la Argentina, en 1988, condujo por Canal 7 su programa Sin verso y en Radio Nacional, durante dos años, a diario, de 12 a 5, Noche abierta. Su labor radial continuó en Radio de la Ciudad con Los palabristas, del que realizó 1.500 programas, la mitad de los cuales fueron adquiridos por la Biblioteca Evans de la Universidad A&M College Station, de Texas (EE. UU.), la que organizó con ellos y con 200 de sus entrevistas personales una fonoteca que lleva por nombre Los palabristas.
En sus últimos años, Peicovich prosiguió el camino natural de los que asumen el periodismo como un género de la literatura. De 1995 a 2009 fue columnista en La Nación. En 2009 pasó a ser columnista dominical de la edición digital de Perfil.
Seguía con Los palabristas, emitido cada semana por Radio Nacional Clásica los domingos de 2 a 4.
Murió a los 88 años.

## Estudios
- Escuela Industrial de La Plata.
- Periodista autodidacta, no cursó estudio universitario alguno.

## Obra
Escribió 16 libros de periodismo, literatura y poesía: 
Palabra limpia de mí (1960), 
La vida continúa (1963), 
Hola, Perón (1965), 
Historia viva (1966), 
Introducción al camelo (1970), 
La poetisa analfabeta (1974), 
Reportaje al futuro (España, 1974), 
El último Perón (Cambio16, 1975), 
Borges, el palabrista (Letra Viva, 1980), 
Instrucciones al pavo real (1993), 
La bañera azul (1995), 
Poemas plagiados (2000), 
Gente bastante inquieta (2001), 
Así nos fue (2002), 
El palabrista (2005), 
El ocaso de Perón (2007), 
Nuevos poemas plagiados (2009).

### Libros
El ocaso de Perón
Este libro reúne otros dos. El primero, Hola Perón, se editó en 1965 y contiene una serie de entrevistas que el expresidente le concedió a Peicovich en su exilio de Puerta de Hierro, en Madrid: fueron las primeras declaraciones del general desde su salida en cañonera vía Paraguay tras el golpe militar de 1955. El segundo, El último Perón, apareció en 1975 y agrupa reportajes que el autor, luego de la muerte del líder, hizo en España a quienes lo acompañaron de cerca: el amigo Jorge Antonio, la hermana del dictador Francisco Franco, Pilar, el doctor Jorge Taiana, el médico que lo atendía en Barcelona, Antonio Puigvert. 
El historiador Felipe Pigna, destacó que el libro de Peicovich contribuye al entendimiento de lo positivo y lo negativo del peronismo como potente sujeto histórico. “Es un libro delicioso, muy bien escrito y con mucha información, que recomiendo fervorosamente”, ponderó. Peicovich explicó que el enfoque de su entrevista con Perón se centró en lo humano y lo cotidiano, en vistas de la prohibición de hablar en público de política, una imposición del general Franco para el exilio del colega.

Borges, el palabrista
“Ya en los sesenta lo entrevisté para ‘Clarín’ y hubo otras entrevistas más, en los ochenta, en Madrid, Barcelona, Marrakesh. Con ellas y el acopio de lo más singular que el Borges oral dejaba en diarios y radios europeas, estructuré El palabrista, cuya primera edición apareció en Madrid, en 1980. Quiero aclarar que nunca fui amigo de Borges, como informó un diario de Bogotá a propósito de la 5.ª edición del libro en Colombia. Es un error grueso. Macedonio era amigo de él, los grandes lo eran. Yo sólo fui un escriba que, por corresponsal viajero, pudo coincidir con él y entrevistarlo. ¿Qué es lo que más valoro de su persona? Sin dudas, su virtud mayor: la de vivir lejos del hábito, de la matadora repetición de la costumbre”. Esteban Peicovich

Poemas plagiados
Peicovich recurre a definiciones científicas, a fórmulas remotas, a fragmentos históricos o a alguna carta dirigida a su madre, para extraer un párrafo, una frase, apenas dos palabras, algo que, aislado, se enriquece y se renueva, y que, desprendido del resto, queda indefenso y solo frente a la imaginación.
La presentación de cada uno de los temas se hace así: un título, un texto, en general, breve y una nota al pie, que detalla el origen de dicho texto y que, casi siempre, sorprende y hace sonreír porque denuncia un origen insólito de lo leído. Por ejemplo: Un idioma seguro.
“Arrestallamas y pasahombres, claramente visibles, resguardados de los fuegos, que incrementan los vientos del canal y de Ensenada”. (De un informe técnico de YPF). Peicovich regresaba al idioma conocido -o desconocido- del periodismo, las conversaciones o la técnica, para hurgar en él y mostrarlo con crueldad e ironía, con una intención tácita pero clara, con algún desencanto, con rasgos de humor y de paciencia.

## Premios
- 1963: Premio Nacional Kraft al mejor periodista de diarios por su labor en Clarín.[3]
- 2014: Personalidad Destacada de la Cultura.[4]
- 2017: Premio Ciudadano Ilustre de la Cultura de Buenos Aires.[5]